# Tonizität
Tonizität (von altgriechisch τόνος tónos, deutsch ‚Spannung‘, ‚Anspannung‘), auch als „effektive Osmolarität“ bezeichnet, ist ein qualitatives Maß für den Unterschied im osmotischen Druck zwischen zwei Lösungen bezogen auf einen Zelltyp (mit seiner jeweiligen Semipermeabilität). Tonizität besitzt im Gegensatz zu Osmolarität und Osmolalität keine Einheit.

## Bedeutung

Schematische Darstellung von roten Blutkörperchen (Erythrozyten) in einem umgebenden Medium (schwarz dargestellt), das in Bezug auf das zellinnere Zytoplasma hyper-, iso- oder hypotonisch ist.

Der Begriff Tonizität findet häufig Verwendung in der biologischen Medizin und Biochemie bei der Beschreibung des Verhaltens von Zellen (das Zytoplasma ist „Lösung I“), die durch ihre Zellmembran („semipermeable Membran“) von einer sie umgebenden Flüssigkeit („Lösung II“) getrennt sind. Da die Tonizität als Unterschied des osmotischen Druckes beschrieben wird, wird sie nur durch gelöste Stoffe hervorgerufen, die – bei Einstellung eines Gleichgewichts – die Membran nicht durchqueren können. Gelöste Stoffe, die sich frei durch die Membran bewegen können, haben keinen Einfluss auf die Tonizität.
Die Osmolalität von Blutplasma in Säugern beträgt circa 290 mosm/kg H2O. Typische Systeme, bei denen der Begriff Tonizität eine Rolle spielt und verwendet wird, sind z. B. Blutzellen in Serum, Prokaryoten in Fermentationsmedium, eukaryotische Tier-, Pflanzen- oder Pilzzellen in einem rein chemisch zusammengesetzten Puffer oder einem komplex zusammengesetzten Nährmedium sowie künstliche Membranvesikel (Liposomen) – z. B. bei Rekonstitutionsexperimenten – in physiologischen Puffern.

## Begriffe
Die Tonizität wird in verschiedenen Begriffen benannt: hyperton, isoton und hypoton.

### Hypertonizität
Der Begriff hyperton (syn. hypertonisch; altgriechisch ὑπέρ ‚über‘ und τόνος tónos, deutsch ‚Spannung‘, ‚Anspannung‘) bedeutet in der Biochemie und Biologie:
- Eine Lösung hat einen höheren osmotischen Druck als ein Vergleichsmedium.
- Eine Zelle (genauer: das Zytoplasma, das Medium innerhalb einer Zelle) hat einen höheren osmotischen Druck als das sie umgebende Medium (die Flüssigkeit außerhalb der Zelle).

### Isotonizität
Der Begriff isoton (syn. isotonisch; von griech. ἴσος ísos, deutsch ‚gleich‘ und τόνος tónos, deutsch ‚Spannung‘, ‚Anspannung‘) bedeutet in der Biochemie und Biologie:
- Eine Lösung hat denselben osmotischen Druck wie ein Vergleichsmedium.
- Eine Zelle (genauer: das Zytoplasma, das Medium innerhalb einer Zelle) hat denselben osmotischen Druck wie das sie umgebende Medium (die Flüssigkeit außerhalb der Zelle).

In der Medizin bedeutet isotonisch:
- Eine Lösung hat denselben osmotischen Druck wie das menschliche Blut, zum Beispiel die isotonische Kochsalzlösung.

### Hypotonizität
Der Begriff hypoton (syn. hypotonisch; griech. ὑπό hypo, deutsch ‚unter‘ und τόνος tónos, deutsch ‚Spannung‘, ‚Anspannung‘) bedeutet in der Biochemie und Biologie:
- Eine Lösung hat einen geringeren osmotischen Druck als ein Vergleichsmedium.
- Eine Zelle (genauer: das Zytoplasma, das Medium innerhalb einer Zelle) hat einen geringeren osmotischen Druck als das sie umgebende Medium (die Flüssigkeit außerhalb der Zelle).

## Andere Bedeutungen in der Medizin

### Hypertonie, hypertonisch, hyperton
- Fachbegriff für erhöhten Blutdruck
- Fachbegriff für die Spannung der Muskulatur, d. h., der Muskeltonus ist unphysiologisch erhöht.

### Isotonisch
- Fachbegriff: Der Muskel verkürzt sich ohne Kraftänderung („gleichgespannt“).

### Hypotonie, hypotonisch
- Fachbegriff für niedrigen Blutdruck
- Fachbegriff für die Spannung der Muskulatur, d. h., der Muskeltonus ist unphysiologisch niedrig.